# 53 hideg nyara
Az 53 hideg nyara (oroszul: Холодное лето пятьдесят третьего…, Holodnoje leto pjatygyeszjat tretyeva…) egy 1987-ben bemutatott szovjet trillerfilm. Cselekménye Joszif Visszarionovics Sztálin 1953-as halála utáni viharos időszakban játszódik.

## Történet
Berija 1953-as amnesztiájának eredményeként számos bűnözőt szabadon engedtek. Szabadulásuk után ezek bandákba kezdtek szervezkedni, rablásokat, gyilkosságokat és nemi erőszakokat követtek el országszerte. A Szovjetunió számos helyén bűnözés és fosztogatások voltak jellemzőek a teljes kegyelmet kapott foglyok részéről.
A főszereplők Szergej Basargin (becenevén „Luzga”), aki egykor hírszerző százados, volt  hadifogoly. Barátja egy politikai száműzött társának, Nyikolaj Pavlovics Sztarobogatovnak, aki egykor főmérnök volt. Mindkét férfit száműzetésbe kényszerítették, miután hamisan államellenes bűncselekményekkel vádolták meg őket.
Alkonyatkor a faluba beszivárog egy hatfős banda. Otthonában túszul ejtik Ivan Zotovot, és felfegyverzik magukat az ő fegyvereivel. Zotov kénytelen a falu ellen kell fordulni a banditák oldalán. Szökési tervet eszel ki ugyan, de kénytelen észrevétlen maradni. A banditák tőrbecsalják és megölik a falu rendőrét, hogy megszerezzék a géppisztolyát.
A lövések után a banditák bebekényszerítik a falusiakat egy pajtába, és rájuk zárják az ajtót. Mindenkit bezárnak, kivéve Ligyiát, akit arra kényszerítenek, hogy főzzön nekik.
Mielőtt elfognák, a süketnéma szakácsnő, Ligyia bezárja vonzó kislányát, Surát egy másik pajtába, hogy elrejtse a banditák elől. Az egyik bandita mindent megtesz, hogy kitörje a pajta ajtajának zárját. Egy csendes pillanatban ezután Ligyia visszamegy a pajtába, ahol a lánya van, és azt mondja neki, hogy meneküljön a közeli erdőbe. Miután ugyanaz a kéjsóvár bandita észreveszi, a lányt bekergeti az erdőbe, és a férfi a földre kényszeríti. 
Luzga, miután mindezt megfigyelte, csendben hátulról odalép a banditához, és leszúrja.
Luzga megvigasztalja Surát. A banditák már a banditák pisztollyal vannak felfegyverkezve. Rövid keresés után meglátja az idősebb banditát, Mihalicsot. Mihalics észreveszi, hogy Luzga közeledik és rálő. A csak könnyebben megsebesült Luzga a földre esik halált színlelve, majd hirtelen lelövi és megöli Mihalicsot.
A három megmaradt bandita embereinek felét már megölték. Ezután Luzga lelövi mindhárom banditát. Este a falusiak észreveszik, hogy az egyik holttest hiányzik. A a banditák vezetője túlélte a lövést. Órákig halottnak tettetette magát, hogy aztán lelője Surát. Miután meghallja a lány anyjának sírását, Luzga elmegy kideríteni, mi történt, de a még élő bandita rálő. Kitérve lövések elől Luzga üldözőbe veszi a férfit, azzal fenyegetve, hogy agyonveri. Végül víz alá nyomja a másikat.
A film eseményei után két évvel kiderül, hogy Kopalych soha nem volt részes a bűncselekményeben.
A film az egyik legnépszerűbb szovjet film. 1988-ban 41,8 millió néző látta, a harmadik helyen állt a filmes listákon.

## Fordítás
- Ez a szócikk részben vagy egészben  a(z)   53 hideg nyara című angol Wikipédia-szócikk ezen változatának fordításán alapul.  Az eredeti cikk szerkesztőit annak laptörténete sorolja fel. Ez a jelzés csupán a megfogalmazás eredetét és a szerzői jogokat jelzi, nem szolgál a cikkben szereplő információk forrásmegjelöléseként.